# 1818 aux échecs
| Années des échecs : 1815 - 1816 - 1817 - 1818 - 1819 - 1820 - 1821    |
| Décennies des échecs : 1780 - 1790 - 1800 - 1810 - 1820 - 1830 - 1840 |

Cet article présente les faits marquants de l'année 1818 aux échecs.

## Divers
- William Kenny publie : Practical Chess exercises[1].
- William Lewis publie « Stamma on the Game of Chess »[1].

## Naissances
- 15 juin : Napoleon Marache, qui publiera le premier périodique américain[1].
- 6 juillet : Adolf Anderssen, considéré comme un des meilleurs joueurs d’échecs de son époque[1].
- 17 octobre : Tassilo von Heydebrand und der Lasa, membre de la Pléiade berlinoise[1].